# Paleopatologia

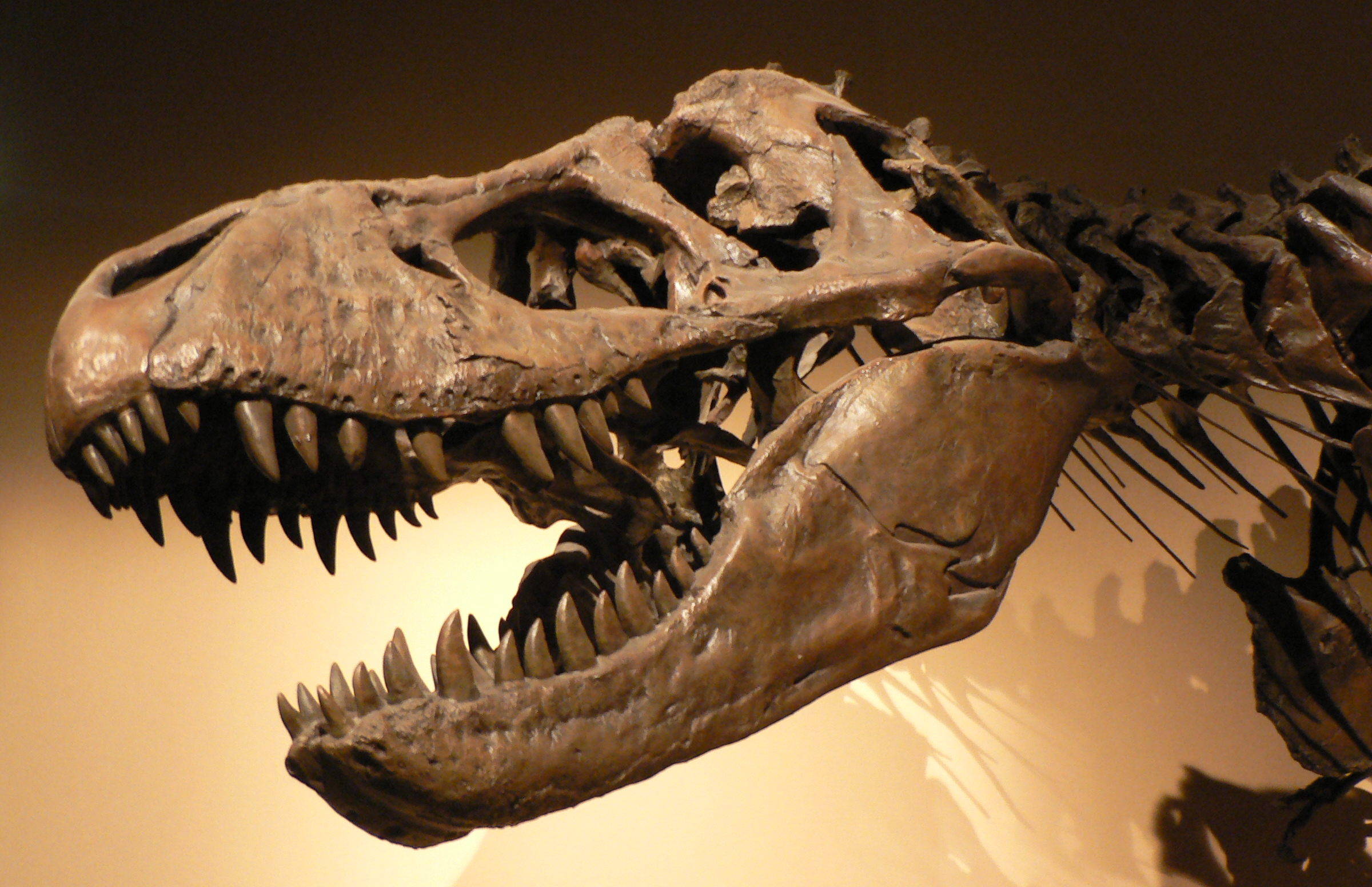
Els forats que de vegades es troben a les dents del Tiranosaure evidencien una malaltia infecciosa mortal per a ells

Paleopatologia és una especialització de la paleontologia i de l'arqueologia que estudia les malalties del passat. Resulta útil per entendre la història antiga de les malalties i fa servir això per fer prediccions del seu curs en el futur.
S'estudien tant les malalties dels humans com les de la resta dels animals, veient com queden afectats els esquelets que s'hagin conservat.

## Història de la paleopatologia
Des del Renaixement fins a la meitat del segle xix, hi va haver referències creixents respecte a malalties del passat, primer en animals i després en els humans. L'origen de la ciència paleopatològica es troba entre la meitat del segle xix i la Primera Guerra Mundial quan metges i antropòlegs clarificaren la naturalesa mèdica d'antigues patologies d'esquelets Això es va consolidar amb l'ús de la radiologia, histologia i serologia i amb els diagnòstics millorats que això representà a més de les anàlisis estadístiques.
Després de la Segona Guerra Mundial aquesta ciència va ser vista com una eina important per entendre les poblacions del passat i es va relacionar amb l'epidemiologia i demografia. L'estudi de l'ADN també donà nova informació sobre malalties en l'antiguitat.

## Paleopatologia humana
L'osteopatologia (patologia dels ossos) es classifica en diversos grups: Artropatia, infeccions, patologia de la boca, traumatismes físics, tumors... Mentre que les afeccions per traumatismes, com són ossos trencats o mal formats, es veuen fàcilment, altres evidències en casos com les infeccions de tuberculosi o sífilis també s'aprecien estudiant detalladament els ossos. No són rares les artropaties com l'osteoartritis i la gota. Els arqueòlegs fan servir la paleopatologia com una de les eines per entendre els modes de vida dels pobles antics. Per exemple la deformació del crani és evident en les calaveres dels maies, per motius estètics. A Mesoamèrica també es troben deformacions en els ossos dels genolls o dits dels peus de dones que es passaven molt del seu temps preparant farina de blat de moro en contacte amb el seu cos. La trepanació (forats en els cranis com a sistema de medicina primitiva) és comuna.

## Paleopatologia animal
En l'arqueologia, l'estudi de les malalties dels animals no ha estat tan extensiu com en el cas dels humans, el treball de Baker i Brothwell es va pulicar el 1980 i es considera encara un text clàssic però ara la bibliografia s'ha estès més L'estudi de les malalties dels dinosaures ha ressorgit en els darrers 20 anys Un exemple d'això és l'estudi que relaciona els forats que s'han trobat en les dents de Tiranosaurerex amb una infecció per un paràsit (Trichomonas gallinae) que va portar a la mort a aquests dinosaures i actualment afecta mortalment les aus depredadores.